# The Alchemy
«The Alchemy» — пісня американської співачки та авторки пісень Тейлор Свіфт з її одинадцятого студійного альбому «The Tortured Poets Department» (2024). Тейлор Свіфт і Джек Антонофф спільно написали й спродюсували цей трек. Музична композиція «The Alchemy» поєднує в собі елементи поп-року та ритм-енд-блюзу. Текст пісні використовує футбольні метафори для опису початку нових романтичних стосунків після розставання.
Частина критиків вважала використання футбольних образів та метафор недостатньо вдалим, в той час, як інші позитивно оцінили якість звукозапису. «The Alchemy» зайняла 18-те місце в Billboard Global 200 та увійшла до топ-25 музичних чартів Австралії, Канади, Нової Зеландії та США.

## Передумови й реліз
Тейлор Свіфт розпочала роботу над новим альбомом The Tortured Poets Department незабаром після завершення попереднього альбому Midnights (2022) та продовжувала писати пісні під час туру The Eras Tour у 2023 році. Формування концепції альбому відбувалося на тлі широкого публічного інтересу до приватного життя Свіфт. Вона визначила альбом The Tortured Poets Department як «рятівний круг», необхідний для вираження певних ідей та емоцій. «The Alchemy» є п'ятнадцятим треком в альбомі, випущеному лейблом Republic Records 19 квітня 2024 року. 12 травня 2024 року Свіфт виконала пісню «The Alchemy» акустично на гітарі на четвертому паризькому шоу в рамках свого туру The Eras Tour.

## Музика та слова
Композиція «The Alchemy» виконана в стилі поп-рок з використанням елементів ритм-енд-блюзу. Характерною рисою пісні є ритмічна барабанна партія та багатошарове вокальне аранжування. Вілл Ходжкінсон з The Times відзначив, що пісня має мрійливий, романтичний характер звучання. Текст пісні побудований на використанні футбольної термінології для створення образів, пов'язаних з початком нових стосунків. Шеннон Карлін з Time інтерпретує розміщення треку ближче до кінця альбому як вказівку на те, що після детального аналізу минулих стосунків у попередніх композиціях, героїня пісні готова розпочати нові романтичні стосунки. Лорен Хафф з Entertainment Weekly припустила, що розміщення пісні «The Alchemy» після композицій, які описують глибокий емоційний біль, символізує перехід від стану глибокого розпачу до стану закоханості. Ніна Міясіта з журналу Vogue Australia вбачає в тексті пісні паралель між біохімічними процесами, що відбуваються в мозку під час фізичних вправ та закоханості.

## Рецензії критиків
Більшість зауважень критиків стосувалися ліричного тексту пісні. Деякі критики, такі як Спенсер Корнхарбер з The Atlantic, Карл Вілсон з Slate і Джон Вольмахер з Beats Per Minute, висловили думку, що футбольні образи в текстах були недостатньо розкриті та не органічно вписані в загальний контекст пісні. Ніл МакКормік з Daily Telegraph зауважив, що в тексті треку присутні шаблонні спортивні каламбури. Людовік Хантер-Тілні з Financial Times відніс пісню до категорії повторюваних треків, і висловив сумнів щодо відповідності назви пісні її змісту. Ліндсі Золадз з The New York Times використала слово «невагома» для опису пісні.
У позитивних відгуках переважали коментарі щодо якості звукозапису та зведення. Г’ю Дж. Паддлз із Sputnikmusic описав пісню «The Alchemy» як «нестандартно яскраву й особистісно насичену», проте висловив критику щодо «нечіткої, нібито наркотичної подачі», зокрема згадуючи про тематику наркотиків у фінальних рядках. Вольмахер зазначив, що загальна атмосфера пісні компенсує деякі недоліки тексту. Ходжкінсон описав пісню як епічну та інтимну водночас, порівнявши її з фінальною сценою блокбастера. У рейтингу всіх 31 композицій The Tortured Poets Department: The Anthology Джейсон Ліпшутц з Billboard поставив «The Alchemy» на 21 місце, назвавши її «блискучою піснею про кохання».
Після релізу «The Alchemy» дебютувала на тринадцятій позиції в US Billboard Hot 100. Цей результат, разом з іншими піснями з альбому, дозволив Тейлор Свіфт стати першою виконавицею, чиї пісні зайняли перші 14 позицій цього чарту. В Австралії пісня посіла вісімнадцяте місце в чарті синглів ARIA. Паралельно з цим, Тейлор Свіфт встановила новий рекорд за кількістю релізів, випущених за тиждень — 29. «The Alchemy» зайняла 19 позицію в Billboard Global 200 і увійшла до Нової Зеландії (19), Канади (21), Португалії (41), Швейцарії ( 46), Швеції (65), і Франції (157). Пісня також посіла 23-тю позицію в рейтингу аудіопрослуховувань Сполученого Королівства і 39-ту — в Міжнародному рейтингу 100 найкращих цифрових синглів Греції.

## Персонал
- Тейлор Свіфт — вокал, авторка пісні, продюсерка
- Джек Антонофф — продюсер, автор пісні, барабани, програмування, перкусія, синтезатор, електрогітара, бек-вокал, віолончель
- Сербан Генеа — зведення
- Брайс Бордоне — мікс-інженер
- Лаура Сіск — звукозапис, інженер вокалу
- Олі Джейкобс — звукозапис
- Джон Шер — асистент інженера звукозапису
- Джек Меннінг — асистент інженера звукозапису
- Крістофер Роу — інженер вокалу
- Шон Хатчінсон — запис, ударні
- Ренді Меррілл — мастеринг

## Чарти
| Чарт (2024)                               | Найвища позиція |
| ----------------------------------------- | --------------- |
| Австралія (ARIA)                          | 18              |
| Канада (Canadian Hot 100)                 | 21              |
| Франція (SNEP)                            | 157             |
| Global 200 (Billboard)                    | 19              |
| Греція International (IFPI)               | 39              |
| Нова Зеландія (Recorded Music NZ)         | 19              |
| Філіппіни (Billboard)                     | 25              |
| Португалія (AFP)                          | 41              |
| Швеція (Sverigetopplistan)                | 65              |
| Швейцарія Streaming (Schweizer Hitparade) | 46              |
| Великобританія Streaming (OCC)            | 23              |
| США Billboard Hot 100                     | 13              |